# Oued Athmania
Oued Athmania (în arabă وادي العثمانية) este o comună din provincia Mila, Algeria.
Populația comunei este de 40.688 de locuitori (2008).